# Ahrenshoop
Ahrenshoop is een gemeente in de Duitse deelstaat Mecklenburg-Voor-Pommeren, die deel uitmaakt van de Landkreis Vorpommern-Rügen. De gemeente telt 651 inwoners. Ahrenshoop is een populaire badplaats, die de titel Ostseebad voert. De plaats staat bekend als kunstenaarskolonie.
Ahrenshoop ligt op het eiland Darß, dat tot Pommeren behoorde. Het lag aan de noordkant van de Loop, het water dat Darß scheidde van het Mecklenburgse Fischland. Inmiddels is de Loop ten gevolge van verlanding verdwenen. De Grenzstraße geeft het verloop van de historische grens aan. Ahrenshoop heeft zich in de loop der jaren naar het zuiden toe uitgebreid. Na 1945 annexeerde het ook Althagen en Niehagen, die beide op Fischland liggen. Deze plaatsjes liggen aan het binnenwater van de Saaler Bodden, terwijl Ahrenshoop zelf direct aan het Oostzeestrand ligt.
De eerste kunstenaar die zich in Ahrenshoop vestigde, was in 1892 de landschapsschilder Paul Müller-Kaempff. Hij stichtte er twee jaar later samen met Friedrich Wachenhusen een schildersschool. In 1909 werd de Kunstkaten gebouwd, waar tentoonstellingen plaatsvonden. Het Kunstmuseum Ahrenshoop toont sinds 2013 werk van de vele kunstenaars die in de loop van de tijd in Ahrenshoop gewoond en gewerkt hebben. 
Het dorpsbeeld van Ahrenshoop, Althagen en Niehagen wordt gekenmerkt door rietgedekte huizen.
Vanaf Ahrenshoop strekt zich naar het zuiden toe een klifkust uit. De actieve kliffen van dit Hohes Ufer zijn tot 20 meter hoog. 

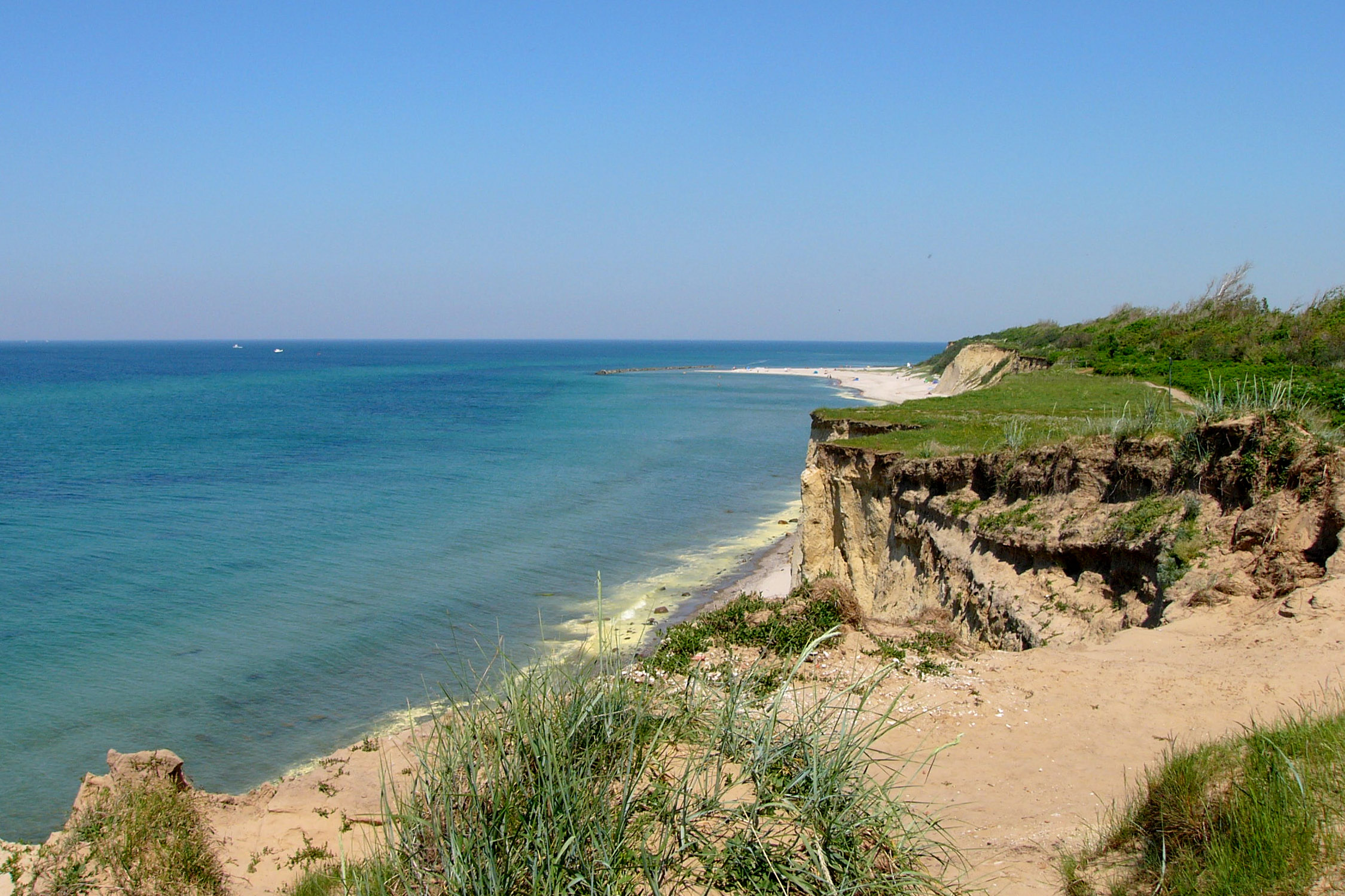
Strand van Ahrenshoop
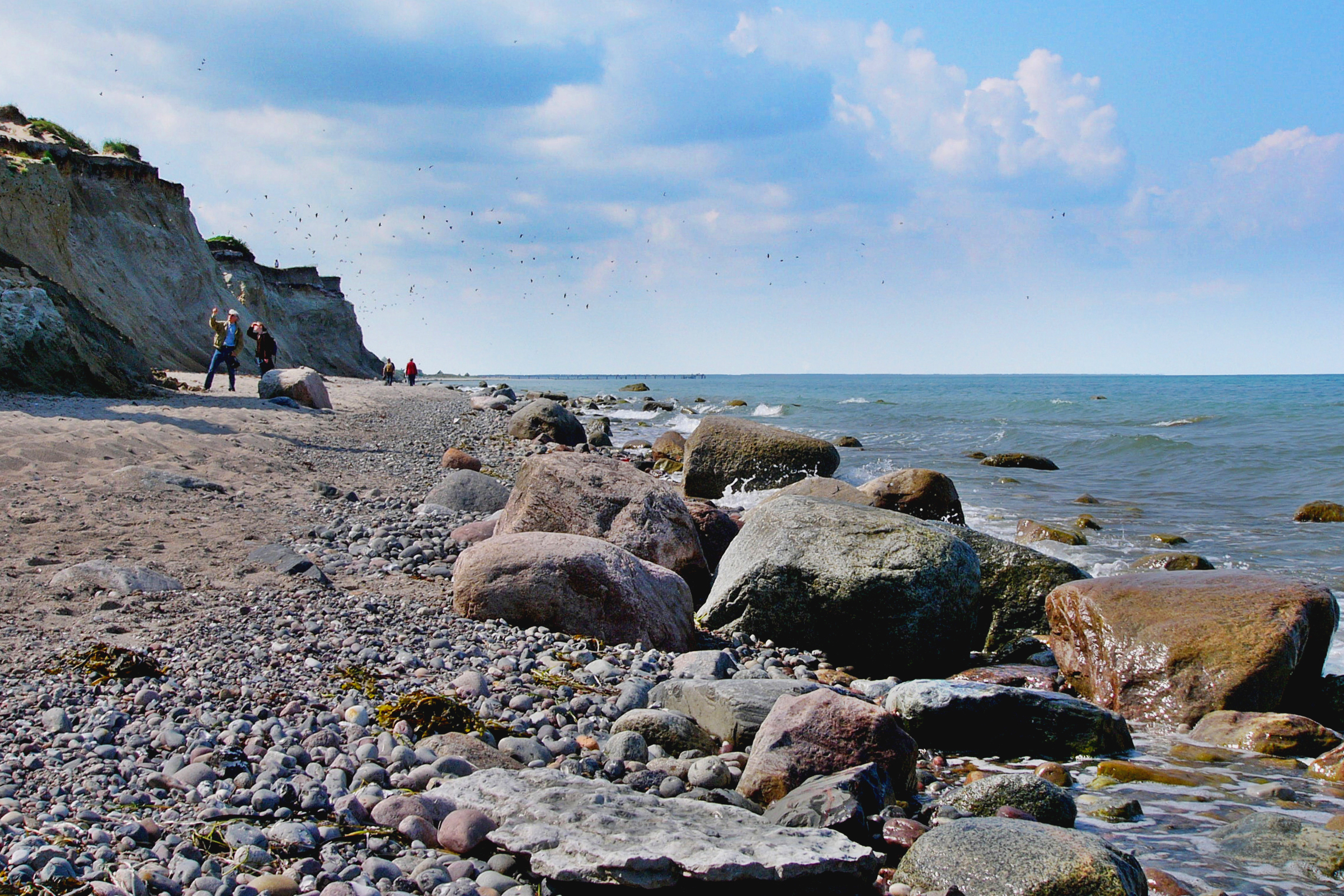
De Oostzeekust bij Ahrenshoop
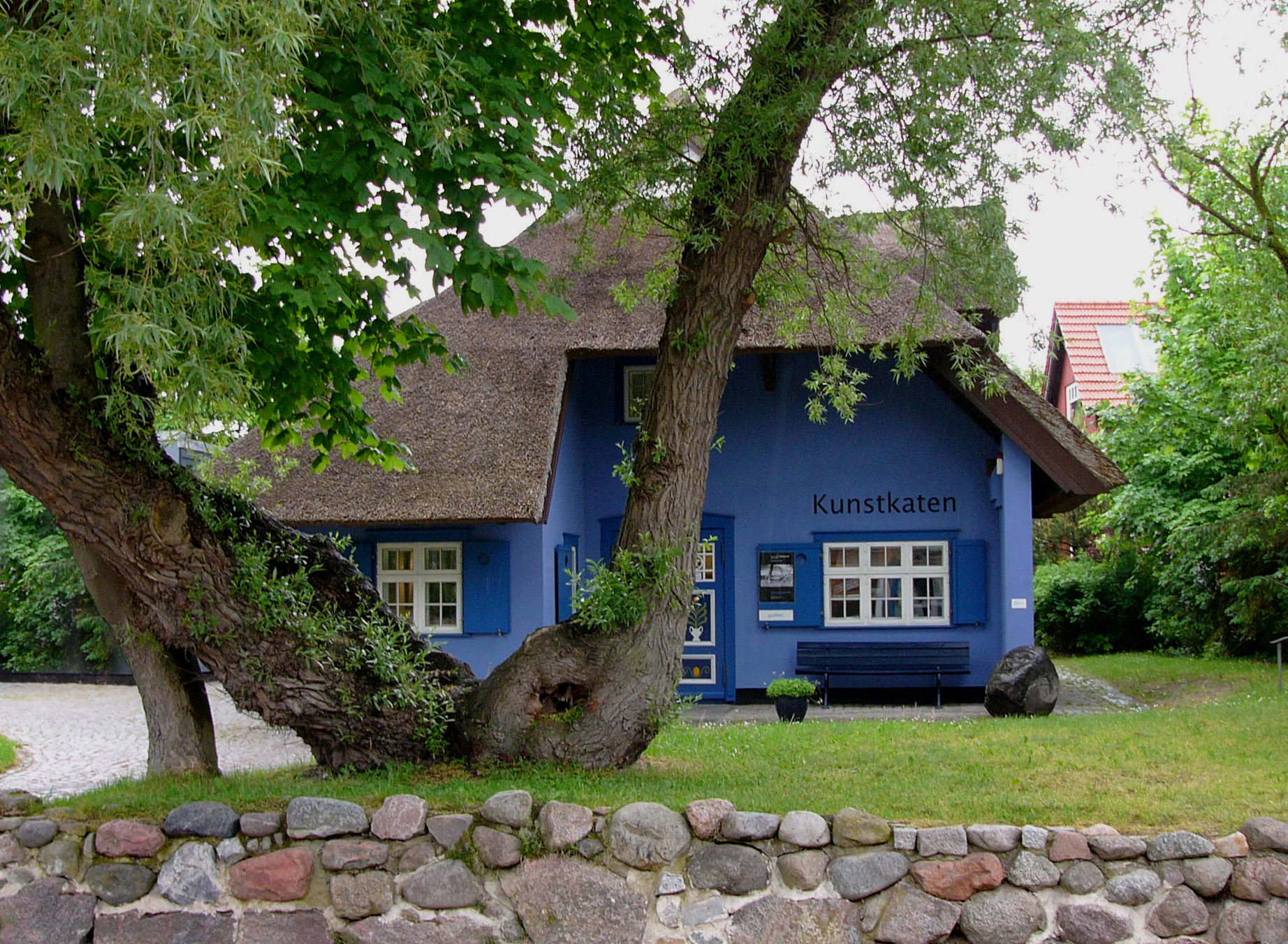
De Kunstkaten
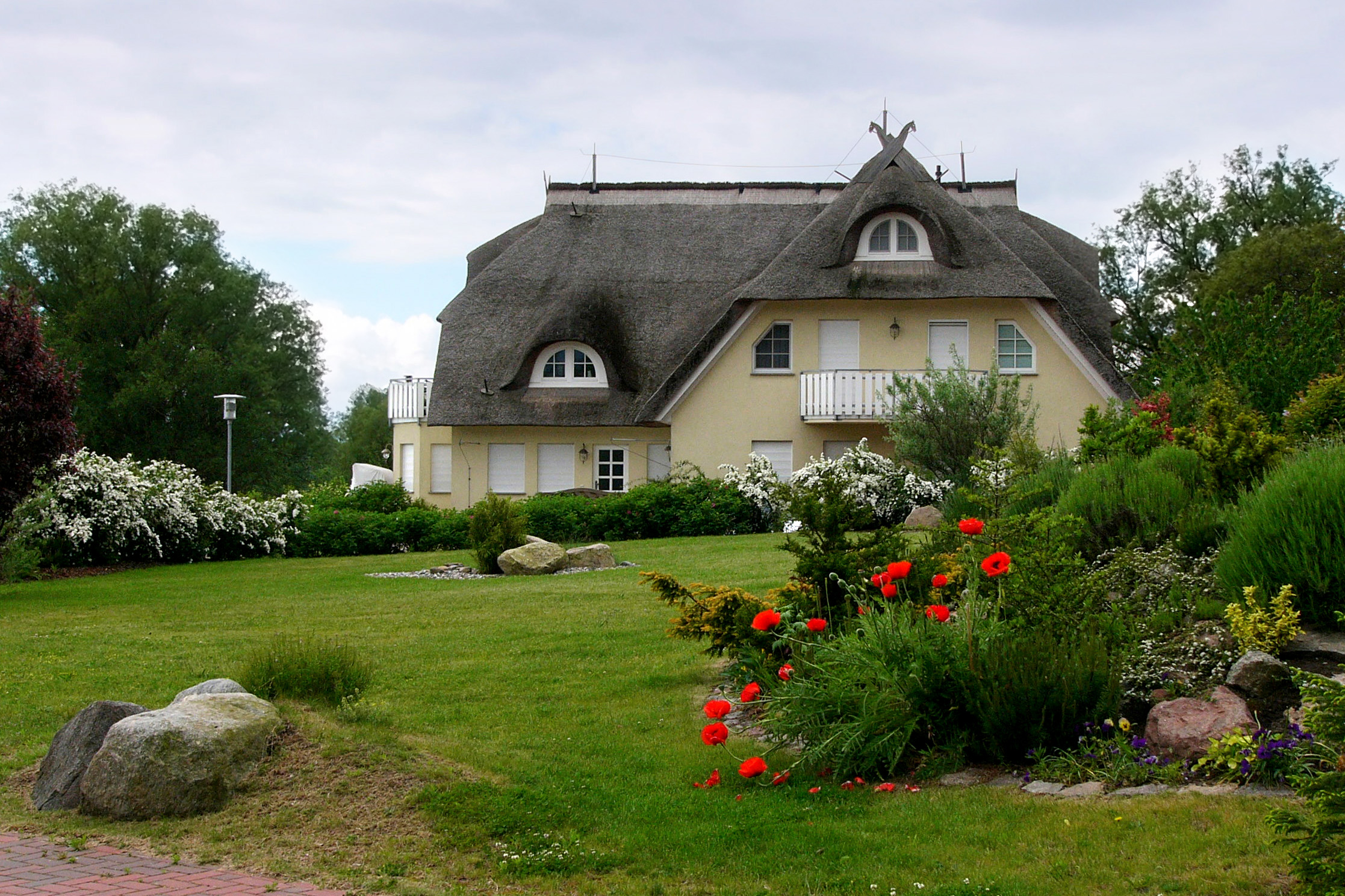
Huis met rieten dak

Ahrenshagen-Daskow ·
Ahrenshoop ·
Altefähr ·
Altenkirchen ·
Altenpleen ·
Baabe ·
Bad Sülze ·
Barth ·
Bergen auf Rügen ·
Binz ·
Born auf dem Darß ·
Breege ·
Buschvitz ·
Dettmannsdorf ·
Deyelsdorf ·
Dierhagen ·
Divitz-Spoldershagen ·
Dranske ·
Drechow ·
Dreschvitz ·
Eixen ·
Elmenhorst ·
Franzburg ·
Fuhlendorf ·
Garz/Rügen ·
Gingst ·
Glewitz ·
Glowe ·
Grammendorf ·
Gransebieth ·
Gremersdorf-Buchholz ·
Grimmen ·
Groß Kordshagen ·
Groß Mohrdorf ·
Gustow ·
Göhren ·
Insel Hiddensee ·
Hugoldsdorf ·
Jakobsdorf ·
Karnin ·
Kenz-Küstrow ·
Klausdorf ·
Kluis ·
Kramerhof ·
Kummerow ·
Lancken-Granitz ·
Lietzow ·
Lindholz ·
Lohme ·
Löbnitz ·
Lüdershagen ·
Lüssow ·
Marlow ·
Millienhagen-Oebelitz ·
Mönchgut ·
Neu Bartelshagen ·
Neuenkirchen ·
Niepars ·
Pantelitz ·
Papenhagen ·
Parchtitz ·
Patzig ·
Poseritz ·
Preetz ·
Prerow ·
Prohn ·
Pruchten ·
Putbus ·
Putgarten ·
Ralswiek ·
Rambin ·
Rappin ·
Ribnitz-Damgarten ·
Richtenberg ·
Saal ·
Sagard ·
Samtens ·
Sassnitz ·
Schaprode ·
Schlemmin ·
Sehlen ·
Sellin ·
Semlow ·
Splietsdorf ·
Steinhagen ·
Stralsund ·
Sundhagen ·
Süderholz ·
Trent ·
Tribsees ·
Trinwillershagen ·
Ummanz ·
Velgast ·
Weitenhagen ·
Wendisch Baggendorf ·
Wendorf ·
Wieck auf dem Darß ·
Wiek ·
Wittenhagen ·
Wustrow ·
Zarrendorf ·
Zingst ·
Zirkow